# Jivarus eumera
Jivarus eumera är en insektsart som först beskrevs av Morgan Hebard 1923.  Jivarus eumera ingår i släktet Jivarus och familjen gräshoppor. Inga underarter finns listade i Catalogue of Life.